# Menedemos Cynik
Menedemos Cynik (gr. Μενέδημος) – filozof grecki żyjący w III wieku p.n.e, cynik. Uczeń Kolotesa z Lampsakos, z którym później polemizował.
Diogenes Laertios twierdził w swym dziele Żywoty i poglądy słynnych filozofów, że chodził on przebrany za erynię, ogłaszając się swego rodzaju szpiegiem z Hadesu. Jednak filolog Wilhelm Crönert argumentował, że ta historia w rzeczywistości wywodzi się z jednej z satyr Menipposa pod tytułem Nekromancja oraz że podobieństwa do tej historii można znaleźć w dialogach Lukiana z Samosat, które są oparte na tych z dzieła Menipposa.